# Sri Lanka i olympiska sommarspelen 2004
Sri Lanka i olympiska sommarspelen 2004 bestod av idrottare som blivit uttagna av Sri Lankas olympiska kommitté.

## Friidrott
Herrarnas 400 meter
- Rohan Pradeep Kumara
  - Omgång 1: 46.20 s (5:a i heat 4, gick inte vidare, 33:a totalt)

Herrarnas maraton
- Anuradha Cooray
  - 2:19:34 (30:e totalt)

Herrarnas höjdhopp
- Manjula Kumara Wijesekara
  - Kval: 2.20 m (T-10:a i grupp A, gick inte vidare, T-20:a totalt)

Damernas 400 meter
- Damayanthi Dharsha
  - Omgång 1: 54.58 s (7:a i heat 6, gick inte vidare, 38:a totalt)